# Live Songs
Live Songs je první koncertní album kanadského zpěváka Leonarda Cohena, vydané v dubnu roku 1973 prostřednictvím hudebního vydavatelství Columbia Records. Narháno bylo během Cohenových evropských turné v letech 1970 a 1972; závěrečná skladba „Queen Victoria“ byla nahrána v hotelovém pokoji v Tennessee. Producentem alba byl Bob Johnston, který v té době rovněž vystupoval jako člen doprovodné skupiny Leonarda Cohena.

## Seznam skladeb
Autorem všech skladeb je Leonard Cohen, krom písně „Passing Through“, jejímž autorem je Dick Blakeslee (aranžmá vytvořil Cohen).
| Pořadí | Název                                | Délka |
| ------ | ------------------------------------ | ----- |
| 1.     | Minute Prologue                      | 1:12  |
| 2.     | Passing Through                      | 4:05  |
| 3.     | You Know Who I Am                    | 5:22  |
| 4.     | Bird on the Wire                     | 4:27  |
| 5.     | Nancy                                | 3:48  |
| 6.     | Improvisation                        | 3:17  |
| 7.     | Story of Isaac                       | 3:56  |
| 8.     | Please Don't Pass Me By (A Disgrace) | 13:00 |
| 9.     | Tonight Will Be Fine                 | 6:06  |
| 10.    | Queen Victoria                       | 3:28  |

## Obsazení
- Leonard Cohen – zpěv, kytara
- Ron Cornelius – kytara
- Charlie Daniels – baskytara, housle
- Corlynn Hanney – zpěv
- Bob Johnston – varhany, harmonika
- David O'Connor – kytara
- Jennifer Warnes – zpěv
- Donna Washburn – zpěv